# Slagelse

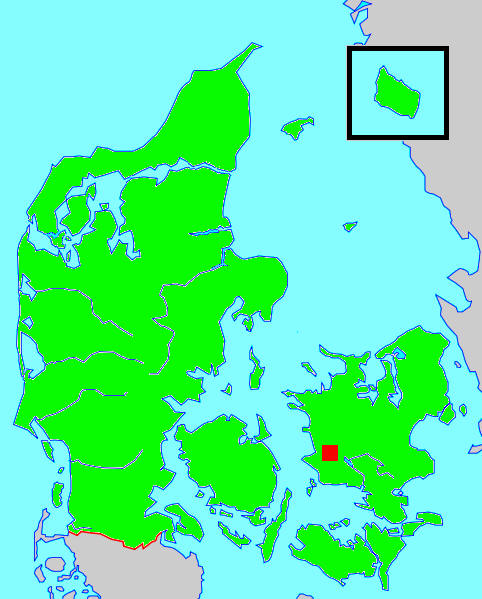
Danmark - Slagelse

Slagelse és una ciutat de l'est de Dinamarca, situada a l'illa de Sjælland. Està a aproximadament 100 km al sud-oest de la capital del país, Copenhaguen. La seva població el 2008 era de 31.879 habitants.
El segle xi Slagelse va ser un important centre comercial. D'aquesta època data una de les esglésies de la ciutat. En les seves proximitats, a Trelleborg, es troben diferents restes arqueològiques viquingues. El jove Hans Christian Andersen va estudiar a l'escola de Gramàtica d'aquesta ciutat durant un curt període.
A Slagelse s'hi ha celebrat nombroses vegades el Gran Premi de Curses de Sidecar de Dinamarca.